# Ombú (Argentina)
Ombú, El Ombú o Tacuaras-Ombú es una comuna de 2ª categoría del distrito Tacuaras del departamento La Paz en la provincia de Entre Ríos, República Argentina. El pequeño poblado de Ombú (30°28′1.49″S 59°14′33.80″O / -30.4670806, -59.2427222) no ha sido reconocido estadísticamente como localidad censal.

## Generalidades
La población de la jurisdicción de la junta de gobierno es rural dispersa y era de 323 personas según el censo de octubre de 2010, de los cuales 180 eran varones. En el censo de 2001 registró 487 habitantes (273 varones).
Su jurisdicción limita al este, norte y sur con la jurisdicción de la junta de gobierno de Las Toscas, al oeste con la de San Ramírez y al sudoeste con la de Colonia Oficial n.° 3 y 14. Un camino de tierra de 12,6 km comunica a la localidad con la ruta provincial 1. El poblado se encuentra sobre la cuenca del río Guayquiraró y su jurisdicción es atravesada por arroyos como el Ombucito y el Banderas. La principal actividad económica del área es la agrícola y ganadera. La población cuenta con la capilla San Ramón dependiente de la parroquia católica de Nuestra Señora de la Paz en La Paz.

## Historia
El centro rural de población fue creado por decreto 1008/1984 MGJE de 30 de marzo de 1984 estableciéndose sus límites jurisdiccionales por decreto 4091/1986 MGJE de 11 de noviembre de 1986, que fueron modificados por decreto 2173/2001 MGJ de 29 de junio de 2001. Fue elevada a junta de gobierno de segunda categoría por decreto 2837/2001 MGJ de 9 de agosto de 2001.
Desde 2003 la junta de gobierno de Ombú pasó a ser electiva luego de la reforma de la ley n.º 7555 de Juntas de Gobierno, correspondiéndole 1 presidente, 7 vocales titulares, y 3 vocales suplentes, por períodos de 4 años. Desde entonces la junta de gobierno ha estado fusionada provisoriamente con las de Las Toscas y San Ramírez, con las cuales comparte el circuito electoral 76-Ombú.

## Comuna
La reforma de la Constitución de la Provincia de Entre Ríos que entró en vigencia el 1 de noviembre de 2008 dispuso la creación de las comunas, lo que fue reglamentado por la Ley de Comunas n.º 10644, sancionada el 28 de noviembre de 2018 y promulgada el 14 de diciembre de 2018. La ley dispuso que todo centro de población estable que en una superficie de al menos 75 km² contenga entre 700 y 1500 habitantes, constituye una comuna de 1ª categoría. La Ley de Comunas fue reglamentada por el Poder Ejecutivo provincial mediante el decreto 110/2019 de 12 de febrero de 2019, que declaró el reconocimiento ad referéndum del Poder Legislativo de 21 comunas de 2ª categoría con efecto a partir del 11 de diciembre de 2019, entre las cuales se halla Ombú. La comuna está gobernada por un departamento ejecutivo y por un consejo comunal de 8 miembros, cuyo presidente es a la vez el presidente comunal. Sus primeras autoridades fueron elegidas en las elecciones de 9 de junio de 2019.